# Murchison (rzeka)
Murchison – okresowa rzeka w Australii o długości 720 km oraz powierzchni dorzecza 82 000 km². 
Źródła rzeki znajdują się w Górach Robinsona, a uchodzi ona do Oceanu Indyjskiego.